# 矢野啓太
矢野 啓太（やの けいた、1988年1月9日 - ）は、日本のプロレスラー。

## 経歴
2006年、格闘探偵団バトラーツの入門テストに合格。
2007年2月25日、格闘探偵団バトラーツ桂スタジオの対原学戦でデビュー。
2010年、アイスリボンのブランド「プロレスリング・ワラビー」の権利を譲渡される。7月9日、矢野が大会名を「プロフェッショナルレスリング・ワラビー」に改称して自主興行を開催。
2011年3月22日、バトラーツを退団してワラビーを団体化。7月2日、レッスル武闘館で団体化したワラビーの旗揚げ戦「c.W.o」を開催。
2016年10月、アメリカでトム・プリチャードのレスリングキャンプに参加してトレーニングを積む。

## 戦績
| 総合格闘技 戦績 | 総合格闘技 戦績 | 総合格闘技 戦績 | 総合格闘技 戦績 | 総合格闘技 戦績 | 総合格闘技 戦績 | 総合格闘技 戦績 |
| --------------- | --------------- | --------------- | --------------- | --------------- | --------------- | --------------- |
| 1 試合          | (T)KO           | 一本            | 判定            | その他          | 引き分け        | 無効試合        |
| 0 勝            | 0               | 0               | 0               | 0               | 0               | 0               |
| 1 敗            | 1               | 0               | 0               | 0               | 0               | 0               |

| 勝敗 | 対戦相手         | 試合結果                | 大会名 | 開催年月日   |
| ×    | カルロス・トヨタ | 1R 0:17 TKO（パウンド） | REAL 2 | 2015年5月2日 |

## 得意技
ゆきぐにドライバーII
G2A
やのかもめ
リュングベリ
チョーク山脈
螺旋式ハンマーロック
ケイチャンボンバー

## 入場曲
- C7（GO!GO!7188）
- 交響曲第5番 運命（ベートーヴェン） - 上記「C7」の前奏部に足している

## タイトル歴
格闘探偵団バトラーツ
- Bルールトーナメント優勝（2009年）

キャプチャー・インターナショナル
- キャプチャー・インターナショナル王座 : 1回（第9代）

DDTプロレスリング
- アイアンマンヘビーメタル級王座 : 1回（第901代）

プロフェッショナルレスリング・ワラビー
- ワラビーTV王座 : 2回（初代・第8代）
- ワラビー世界マーシャルアーツ王座 : 1回（初代）

天龍プロジェクト
- インターナショナルジュニアヘビー級タッグ王座 : 2回（第20・24代）

パートナーは佐藤光留→進祐哉
- 龍魂杯優勝（第2回）

地下プロレスWUW
- WUW世界地下タッグ王座 : 1回（第2代）

パートナーは舞牙
- 地下日本阿吽王座 : 1回（第5代）

パートナーは竹嶋健史
- 地下プロレス大賞（最優秀試合賞）

その他
- リッキー・フジ認定アグレッシブ世界ヘビー級王座 : 1回（第2代）